# شاختیرسک
شهر شاختیرسک (به روسی: Шахтерск) در کشور روسیه و در اوبلاست ساخالین واقع شده‌است.